# Пласитас (округ Сандовал, Њу Мексико)
Пласитас (енгл. Placitas, Sandoval County) насељено је место без административног статуса у америчкој савезној држави Њу Мексико.

## Демографија
По попису из 2010. године број становника је 4.977, што је 1.525 (44,2%) становника више него 2000. године.
| Група             | 2000.         | 2010.         |
| Белци             | 2.566 (74,3%) | 3.743 (75,2%) |
| Афроамериканци    | 24 (0,7%)     | 43 (0,9%)     |
| Азијати           | 18 (0,5%)     | 52 (1,0%)     |
| Хиспаноамериканци | 698 (20,2%)   | 1.038 (20,9%) |
| Укупно            | 3.452         | 4.977         |